# Triton of the Sea
Triton of the Sea (яп. 海のトリトン, Umi no Toriton, укр. Морський тритон) — манґа 1969 року, створена Осаму Тедзукою. Манга була адаптована у 27-серійний аніме-серіал, що виходив з 1 квітня по 30 вересня 1972 року, режисером якого був Йошіюкі Томіно (це був його режисерський дебют).

## Сюжет
5000 років тому клан Тритонів жив в Атлантиді, поки клан Посейдона не знищив їх усіх через заздрість, залишивши Тритона останнім уцілілим представником свого роду. Білий дельфін Рука забрав осиротілого Тритона до печер на узбережжі Японії, щоб захистити його від ворогів.
Тритона ще немовлям забрав до себе людський хлопчик Кадзуя Ясакі. Але Посейдон викликав величезне цунамі, яке зруйнувало село Кадзуї і вбило його батька. Кадзуя, його мати і Тритон переїхали до Токіо, але Кадзую обманом позбавили зарплати, і він у гніві вчинив вбивство. Він стає втікачем і працює на кораблі, який, без відома Кадзуї, доставляє товари на базу Посейдона.
Подорослішавши, Тритон повертається в море, щоб помститися родині Посейдонів. Разом зі своїми друзями-дельфінами Рукою, Уру, Кару та Фіном він розпочинає самотужки війну проти сім'ї Посейдона. Під час своєї подорожі Тритон зустрічає Піпіко, останню вцілілу русалку. Разом вони намагаються зупинити Посейдона та його злих поплічників і помститися за свою родину. Тритон вбиває всіх 33 дітей Посейдона одного за одним. Потім він вирішує проникнути на морську базу Посейдона, щоб спробувати вбити його. За підтримки рабів-людей, що працюють на базі, йому це майже вдалося, але один з рабів зрадив його.
Під час битви з одним із синів Посейдона Тритон познайомився з Ганомосу, великою черепахою, яка багато років прожила в морі і є дуже мудрою. Ганомосу порадив Тритону оселитися на плавучому острові, який є панциром його діда і оточений сімома вирами.
Посейдон, який щойно встиг народити ще одного сина від губки, замаскованої під Піпіко, не в змозі контролювати цього сина, який руйнує все в морі. Тритон і Посейдон укладають перемир'я зі свідком черепахою Ганомосу, за яким Тритон намагається вбити чудовисько за умови, що Посейдон більше не буде порушувати спокій русалок. Тритон вбиває чудовисько, заманюючи його в пастку під сонцем на суші.
Піпіко і Тритон одружуються, і Піпіко відкладає сім яєць. Через три місяці з'являються два хлопчики і п'ять дівчаток. Їх назвали на честь кольорів веселки: Блакитний Тритон, Зелений Тритон, Індиго Тритон, Жовтий Тритон, Помаранчевий Тритон, Червоний Тритон, Фіолетовий Тритон.
Тритон бере дітей у навчальний круїз по морях на яхті. Яхта потрапляє в шторм, і Зеленого Тритона забирають люди. Тритон вирушає на сушу, щоб знайти дитину, і його накачують наркотиками, а Зеленого Тритона відвозять до Токіо. Тритон і Синій Тритон вирушають до Токіо, щоб повернути Зеленого, але вони розлучаються через сильно забруднену воду. Тритона зустрічає генерал Посейдона і показує йому фальшиву газету, в якій повідомляється, що Зелений Тритон мертвий.
Синій Тритон за допомогою людей возз'єднується із Зеленим Тритоном. Тим часом Тритон зі злості викликає величезні цунамі, які з подачі Посейдона обрушуються на Токіо. Генерал Посейдона повідомляє токійським ЗМІ, що цунамі викликав Тритон.
Тритон знаходить Синього і Зеленого Тритонів і розуміє, що його підставили. Коли він намагається забрати своїх дітей назад у море, його застрелюють. Кадзуя та його друзі знаходять пораненого Тритона і разом викривають план Посейдона.
Тритон вирушає за Посейдоном, щоб покінчити з цим раз і назавжди. Перед цим він просить Синього Тритона очолити сім'ю русалок за його відсутності. Потім Тритон вирушає до Ганомосу, величезної черепахи, і вони вдвох вирушають на базу Посейдона для фінальної битви. Битва закінчилася величезним вибухом на базі, в результаті якого загинули всі, окрім Ганомосу.
Люди продовжують полювати на русалок, і дельфіни приводять їх до плавучого острова русалчиної родини. Тоді Синій Тритон просить усіх дельфінів підштовхнути острів до людського човна. Їм це вдається: Острів врізається в човен, і обидва тонуть. Синій Тритон зустрічає Кадзую. Він розповідає йому, що Тритон мертвий, і що людям і русалкам краще триматися подалі одне від одного.
Піпіко веде своїх дітей на зустріч з Ганомосу, який от-от помре. Ганомосу каже, що через свою дружбу з Тритоном він надасть їй та її родині притулок. Відтоді русалки живуть на острові Ганомосу.